# Screamer 4x4
Screamer 4x4 — автосимулятор, разработанный Clever's Development в 2000, в Венгрии. Считается наиболее реалистичным симулятором внедорожного триала. Игра использует аппаратное ускорение и позволяет выбирать Glide, Direct3D или OpenGL.
В отличие от других гонок на тему бездорожья, акцент делается не на принцип «обогнать всех и приехать первым», а на пересечении контрольных точек, расположенных таким образом, что игроку приходится преодолевать сложные препятствия, образованные рельефом местности. Доступен также другой режим, когда контрольные точки расположены на больших расстояниях друг от друга, что даёт игроку больше свободы в выборе пути, но точки всё равно нужно проходить в заданном порядке. Штрафы выдаются в случае касания ограничителей контрольной точки и при использовании возможности вернуть машину на колёса (если она перевернулась). Игрок мгновенно дисквалифицируется в случае малейшего касания зрителей. Зрители представлены спрайтами и расположены обычно вблизи контрольных точек, что заставляет игрока ехать с большой осторожностью, чтобы избежать дисквалификации.
В игре проработаны повреждения, возникающие из-за ударов и грубой езды, и различные метеоусловия, влияющие на сцепление с поверхностью. Также имеются разблокируемые по мере прохождения игры улучшения и настройки для автомобиля (шины, более мощные двигатели, возможность блокировки дифференциалов). Каждая трасса располагается на отдельной локаций, две из которых доступны в начале игры, остальные постепенно открываются по мере прохождения игры. Трасс больше, чем локаций, поэтому на одной локации проложено несколько трасс. Единственные различия между локациями заключаются только в ландшафте и текстурах, тип поверхности у всех одинаковый.

## Оценки
| Сводный рейтинг | Сводный рейтинг |
| Агрегатор       | Оценка          |
| --------------- | --------------- |
| GameRankings    | 74,15 %         |